# Beijing Qiche Nuzi Paiqiu Julebu 2012-2013
Questa voce raccoglie le informazioni riguardanti il Beijing Qiche Nuzi Paiqiu Julebu nelle competizioni ufficiali della stagione 2012-2013.

## Organigramma societario
Area tecnica
- Allenatore: Cai Bin

## Rosa
| N° | Nome         | Ruolo | Data di nascita  | Nazionalità sportiva |
| -- | ------------ | ----- | ---------------- | -------------------- |
| 1  | Lu Dongdong  | L     | 1º agosto 1990   | Cina                 |
| 2  | Wang Chen    | S     | 16 agosto 1986   | Cina                 |
| 3  | Yin Xudong   | S/O   | 12 luglio 1992   | Cina                 |
| 4  | Tian Wei     | L     | 17 febbraio 1995 | Cina                 |
| 5  | Liu Xiaotong | S     | 16 febbraio 1990 | Cina                 |
| 6  | Xue Ming     | C     | 23 febbraio 1987 | Cina                 |
| 7  | Guo Yali     | C     | 12 luglio 1992   | Cina                 |
| 8  | Han Xu       | P     | 28 ottobre 1987  | Cina                 |
| 9  | Zeng Chunlei | S/O   | 3 novembre 1989  | Cina                 |
| 10 | Zhai Yue     | S     | 1º marzo 1992    | Cina                 |
| 11 | Zhang Song   | S     | 14 febbraio 1988 | Cina                 |
| 12 | Zhang Shuo   | S     | 17 giugno 1991   | Cina                 |
| 13 | Hao Wen      | C     | 27 novembre 1986 | Cina                 |
| 14 | Song Xiaowan | P     | 4 settembre 1996 | Cina                 |
| 15 | Liu Ya       | L     | 3 gennaio 1988   | Cina                 |
| 16 | Zhang Qian   | P     | 12 febbraio 1988 | Cina                 |
| 17 | Zhou Wenjun  | S     | 26 febbraio 1993 | Cina                 |
| 18 | Qiao Ting    | C     | 2 marzo 1992     | Cina                 |